# Роберт Стерлінг Ріджлі
Роберт Стерлінг Ріджлі (англ. Robert Sterling Ridgely; 14 січня 1946) — американський орнітолог, фахівець з неотропічних птахів. Співавтор трьох книг з неотропічної орнітології: польового посібника «Птахи Панами» (з Джоном Гвінном), «Птахи Еквадору» (з Полом Грінфілдом) та «Птахи Південної Америки» (з Гаєм Тюдором). Тривалий час був членом Академії природничих наук у Філадельфії, а до 2006 року віце-президентом Американської організації охорони птахів. У 2001 році Ріджлі нагороджений медаллю Ейзенмана Ліннейського товариства Нью-Йорка. У 2006 році отримав премію Чендлера Роббінса від Американської асоціації птахів. До 2021 року працював президентом Трастового фонду тропічних лісів, потім став почесним президентом. Він є одним із засновників природоохоронної громадської організації Fundación de Conservación Jocotoco, яка, співпрацюючи з Трастом, управляє десятьма заповідниками в Еквадорі.
Ріджлі та його товариш-орнітолог Джон Мур відкрили новий вид мурашниці під час свого походу через Анди на півдні Еквадору поблизу Національного парку Подокарпус у листопаді 1997 року . Птах отримав назву Grallaria ridgelyi.
У 2018 році на честь Ріджлі названо вид равликів Sibon bobridgely.